# Слем (рок-концерт)

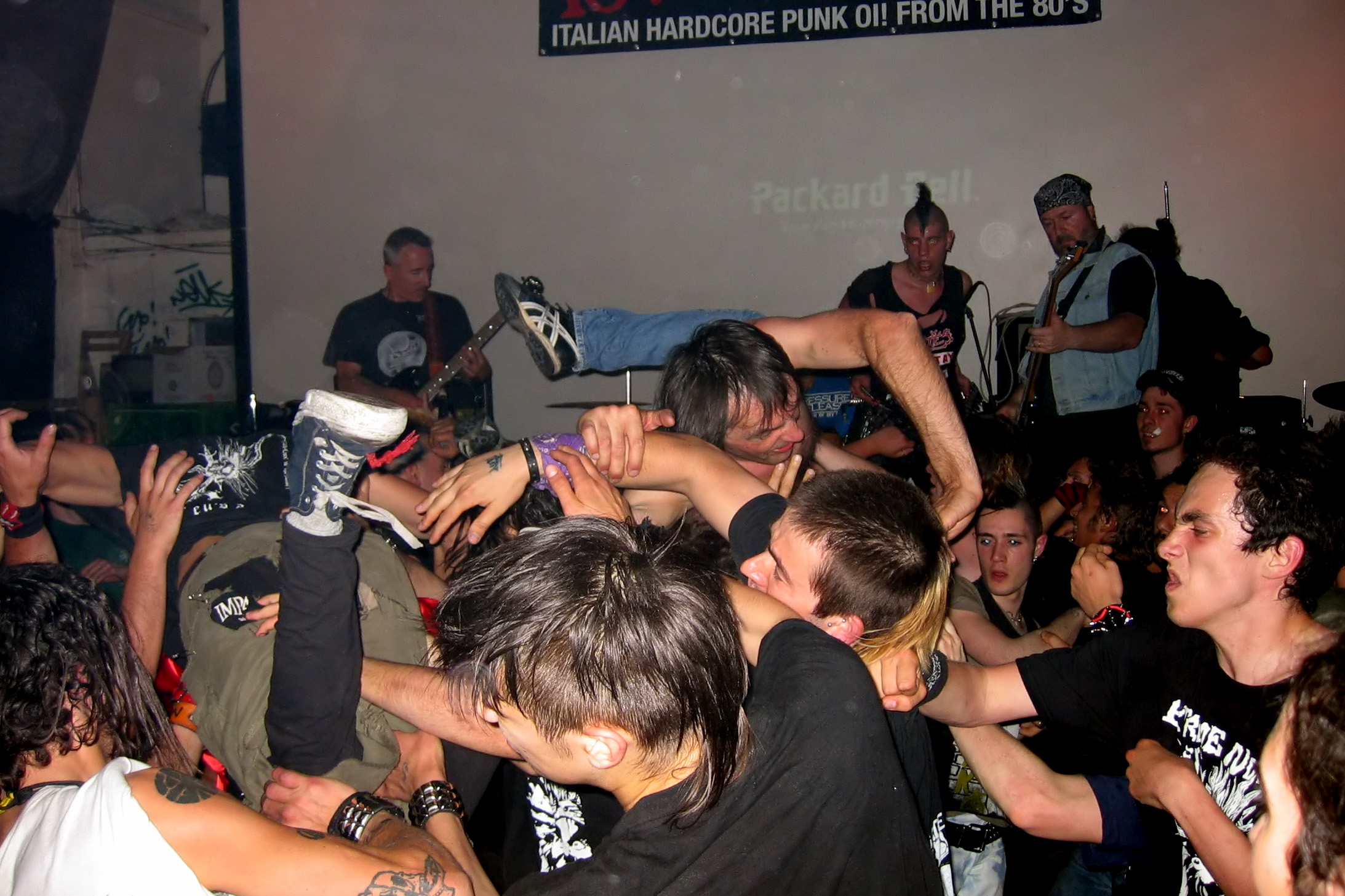
Слем (рок-концерт)

Слем — дія публіки на  музичних концертах, під час якої люди штовхаються і врізаються один в одного. Слем також часто супроводжується стейдж-дайвінгом і хедбенгінгом. Зазвичай слем виникає на концертах  альтернативних і панк-виконавців. Найактивніші дії відбуваються в утвореному натовпом колі перед  сценою (так званий «Серкл піт»). Слова слем і мош зазвичай використовуються як синоніми, але іноді з відмінностями. Під слемом розуміють більш активні дії, які включають, наприклад, розмахування руками, в той час, як мош більш повільний і ускладнений (інформація 1999 року). Однак у сучасній культурі поняття  слем  і  мош  набули більш явних відмінностей. А саме, під слемом розуміються хаотичні дії з розкидуванням учасників  слему , тоді як під  мошем  — хаотичні дії по завдаванню ударів ліктями, рідше кулаками, і ще рідше — ногами в бік учасників  Моша .
Хоча слем сприймається як позитивна реакція аудиторії на музику, він небезпечний для учасників. Вважається, що учасники не прагнуть завдати шкоди один одному і дотримуються  Етики слему , яка містить певні правила безпеки. Наприклад, якщо людина падає, інші учасники якомога швидше допомагають йому піднятися, щоб його не затоптали.

## Історія
Попередником слему вважається танець «Акуку» — різновид пого, що виник на  панк — концертах, які трансформувалися в слем на хардкор-панк-концерти 1980-тих. Вважається, що слем з'явився в Орендж Каунті, штат Каліфорнія, на концертах першої хвилі американського  хардкору на початку  80-х. Різновид  панка пізніше назвали  хардкором.
До початку 1990-тих слем став популярним явищем на концертах виконавців різних стилів, таких як гранж.

## Види
Слем має свої окремі течії та школи.

### Slam
Існує звичний для більшості слем, при якому учасники штовхають один одного біля сцени. Дозволяється штовхати плечима, позаяк це безпечно і не веде до каліцтв (за умови дотримання подібних правил іншими учасниками), рухати учасників ліктями (на рівні тулуба), стрибати, обійнявшись з ким-небудь за плечі або просто м'яко розштовхувати натовп. Варіацій дуже багато, основне правило — поважати інших слемерів.

### Stage Diving

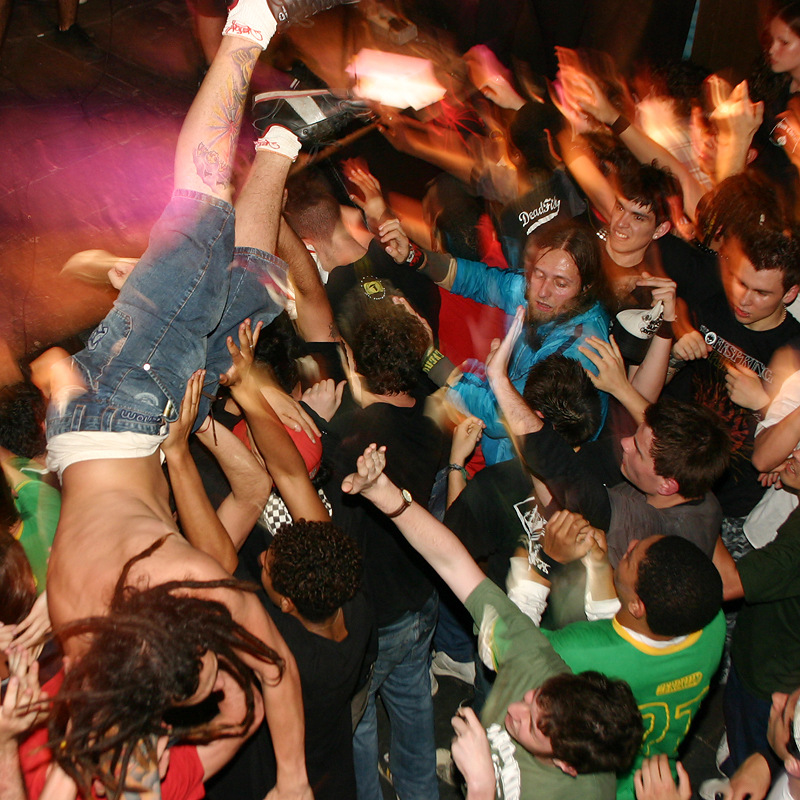
Стейдж-дайвінг

Стрибок зі сцени в натовп (а не в слем) спиною або головою вперед. Як правило практикується у великих клубах. Дуже поширений вид слему.

### Crowd Surfing
Цей стиль більше поширений на відкритих фестивалях. У багатьох клубах Crowd Surfing складно провести, оскільки вони занадто малі, і є ймовірність удару об стіну. Спосіб полягає в наступному: учасник концерту за допомогою найближчих людей підіймається вгору, і натовп несе його на руках. Найкраще робити це в місці, де вища щільність людей. Зазвичай це місце ближче до сцени.

### Skanking
Найм'якший і безконтактний різновид слему, який традиційно відбувється на сканк-панк-концертах. Підіймається ліва нога, а разом з нею права рука, і навпаки, чергуючи. Що бере свої джерела в ритміці стилю регі, техніка Сканк досить цікава і своєрідна, і з боку нагадує біг на місці або по колу підстрибом.

### Circle Pit
Учасники починають бігати по колу, утворюючи своєрідний «хоровод». У центрі кола може проходити слем. Іноді рух може зупинятися, щоб за сигналом всі охочі кинулися в центр.

### High Jump
Групові стрибки в висоту. Для початку одночасно стрибати в такт музиці починають кілька людей, решта підхоплюють і теж стрибають всі разом синхронно. Потрібно поступово залучити в дію якомога більше людей.

### Centre Slam
Різновид Circle Pit. Коли група людей залишає «мошпіт» порожнім, один або кілька людей виходять в центр кола (зазвичай перед найважчим моментом в композиції) і по сигналу слем-група з усіх боків біжить в центр на тих хто стоїть там.

### Wall Of Death
«Стіна смерті». Досить травматичний вид слему. Один з музикантів ділить натовп на дві частини, звільняючи простір перед сценою; потім група починає грати чергову пісню — і обидві сторони насуваються одна на іншу, стикаючись в центрі «мошпіта» в стилі «стінка на стінку».
Човник
«Човник». Ряд людей звільняє собі місце під сценою, сідає в ряд на підлогу і починає імітувати рухи веслярів. Цей вид діяльності частіше застосовують в більш камерних приміщеннях під час панк/гранж/інді рок концертів.

## Етичні правила слему та технічні рекомендації
1. Якщо хтось із сусідніх учасників був збитий з ніг, йому слід негайно допомогти піднятися. Це є одним з основних правил етики в слемі.
2. Перед участю заведено знімати всі елементи одягу з травматичними деталями (все, на чому є шипи, наприклад: шиповані нарукавники, браслети, куртки і т. д.).
3. Поважайте людей, ви з ними слухаєте одну музику і прийшли на один концерт.
4. Якщо основна маса учасників має значно більші габарити (важче на кілька десятків кілограмів), від агресивного слему варто утриматися. Також не варто брати участь в слемі в разі, якщо учасники значно перевершують Вас в рості (їх лікті на рівні вашого обличчя).
5. З метою безпеки слід витягти пірсинг. В процесі ним можна травмувати оточення або зачепитися і позбутися прикрас, отримавши травму самому.
6. Тендітні речі, такі, як окуляри або телефон, також варто викласти.
7. Слем — НЕ бійка, і не слід прагнути завдати шкоди оточенню, але за випадкові удари вибачатися не прийнято.
8. Якщо ви збираєтеся виконувати жорсткий мош попередньо варто відсунути або привернути увагу оточення.
9. Якщо хто-небудь починає здійснювати небезпечні рухи руками і ногами (жорсткий мош), учасники розійдуться, утворивши кільце порожнього простору.
10. Не варто підіймати лікті вище живота і намагайтеся не виставляти їх далеко від тіла, так ви убезпечите себе і не завдасте шкоди оточенню.
11. Беруть участь в слемі всі, хто пересувається на відстані менш як один-два метри від маси. Люди, які не беруть участі в слемі повинні триматися якнайдалі.
12. З міркувань безпеки не слід також  палити під час участі в слемі, це може бути наслідком опіків як для Вас, так і інших учасників.

## Ставлення до слему
На деяких заходах організатори намагаються заборонити слем і суміжні дії. Іноді охорона намагається зупинити слем (що при великих масштабах вкрай складно).
Виконавці також по-різному ставляться до слему. З українських виконавців на своїх концертах слем провокують АННА, Карна, Ляпіс Трубєцкой ,  Тартак,  Чумацький Шлях.